# Denton (Georgia)
Denton es un pueblo ubicado en el condado de Jeff Davis en el estado estadounidense de Georgia. En el censo de 2000, su población era de 269.

## Demografía
En el 2000 la renta per cápita promedia del hogar era de $20,833, y el ingreso promedio para una familia era de $27,250. El ingreso per cápita para la localidad era de $7,649. Los hombres tenían un ingreso per cápita de $19,000 contra $20,313 para las mujeres.

## Geografía
Denton se encuentra ubicado en las coordenadas 31°43′22″N 82°41′47″O / 31.72278, -82.69639 (31.722663, -82.696323).
Según la Oficina del Censo, la localidad tiene un área total de 4 km² (1,5 mi²), de la cual 4 km² (1,5 mi²) es tierra y 0 km² (0 mi²) (0.00%) es agua.